# José Ferrer de Couto

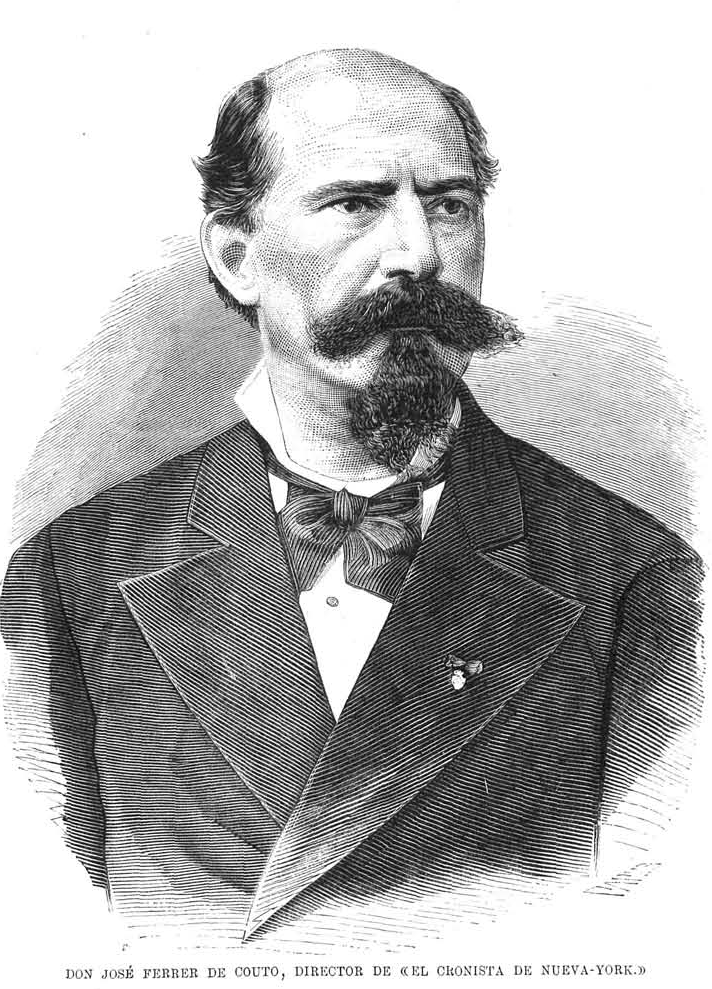
José Ferrer de Couto, grabado de Marcelo Paris. La Ilustración Española y Americana, 15 de octubre de 1874, n.º XXXVIII, p. 605.

José Ferrer de Couto (Ferrol, La Coruña, 14 de julio de 1820-Nueva York, 1877) fue un militar, historiador y periodista español, fundador de El Cronista de Nueva York.

## Biografía
Su padre, Manuel Vicente Ferrer, era subteniente graduado de infantería de marina; su madre, Manuela de Couto, tuvo trece hijos. Estudió en la Academia Militar de Guardias Marinas y Pilotos de Ferrol. En 1837 fue nombrado subteniente de uno de los batallones que se enfrentaron a los carlistas. Publicó un tratado titulado Moral del ejército que le ocasionó numerosos problemas y marginaciones dentro del cuerpo, por lo cual se separó del ejército en 1844. Defendía en él la escrupulosa separación entre carrera militar y política; se le debe también un tomo de poesías, Horas de mal humor. Tras licenciarse, produjo los tres volúmenes del Álbum del ejército español, obra que le encargó el ministro de la Guerra y miembro de la Comisión de Historia de la Infantería Española presidida por Serafín Estébanez Calderón. 
Por entonces le encargaron una Historia de la Marina Real Española; mientras se documentaba con este propósito produjo además una Historia del combate naval de Trafalgar que le valió la cruz de la Orden de Carlos III (en esta batalla combatió uno de sus antepasados, Diego de Couto), y también fue nombrado comendador de la Orden de Isabel la Católica. Con motivo de la expedición contra Cuba del insurgente Narciso López y su captura viajó a Cuba y publicó una Vindicación de los hechos y administración de los españoles en América, y América y España, libro dirigido contra los Estados Unidos y la doctrina Monroe (o Monroy, como se la llamaba por entonces). Otras obras suyas de entonces son Cuestiones de México, Venezuela y América en general, Reincorporación de Santo Domingo a España y México y España. De Crisol histórico español y restauración de glorias nacionales llegaron a hacerse dos ediciones, y el autor regaló los fondos que obtuvo con esta exitosa obra a los gastos de la guerra de Santo Domingo, Cuba y Puerto Rico. Y marchó a Nueva York en 1860, donde hizo fortuna.
Al fallecer el propietario y director de La Crónica de Nueva York, encargada de defender los intereses españoles en los Estados Unidos, le encargaron dirigirla en 1863. Pero prefirió fundar y editar un periódico nuevo, El Cronista de Nueva York, que también dirigió y desde donde denunció las piraterías ocasionadas contra las repúblicas hispanoamericanas y contra las islas españolas en auxilio de la labor del embajador y escritor Gabriel García Tassara. Además denuncia que
La elección de Mr. Lincoln como presidente de la República hace inevitable la guerra, fue como el primer cañonazo disparado entre las dos secciones.
Con motivo de las mentiras interesadas de la prensa estadounidense, se dedicó a desmenuzarlas y desentrañarlas. Además luchó contra los independentistas cubanos emigrados; en una ocasión fue acometido por una decena de individuos en la calle en una encerrona promovida por Bembets. Fue retado varias veces a duelo; en 1870, por ejemplo, por el independentista cubano Francisco Porto; tuvo que hacerse en Canadá, debido a las leyes que prohibían estas formas de solucionar las querellas; tenía experiencia en estos avatares; ya en 1869, en concreto, su conducta al respecto con otro cubano había despertado una general admiración. En 1875 fue retado otra vez a duelo por Juan Bellido de Luna, editor cubano del periódico neoyorquino La Independencia; a última hora fue sustituido por el coronel Pío Rosado; el duelo tuvo lugar en la frontera belga, cerca de Ronbaix, y de Couto fue herido en la mejilla derecha. También escribió Cuba puede ser independiente. A su muerte en 1877, el New York Times le dedicó una extensa y elogiosa necrológica. Encabezó, por lo demás, en los estados del norte, la oposición a los planes abolicionistas de Abraham Lincoln con su libro de 1864, un año antes del final de la Guerra de Secesión y del asesinato del presidente, reeditado en España por la editorial Extramuros, que fue sin duda su obra más polémica: Los negros en sus diversos estados y condiciones, tales como son, como se supone que son y como deben ser, publicado al mismo tiempo en inglés y en español (Nueva York, 1864), que encontró fuerte oposición de los medios abolicionistas, contestado en España por el abogado Fermín Hernández Iglesias en La esclavitud y el señor Ferrer de Couto, con prólogo de Julián Sánchez Ruano. Es un extenso estudio, capaz de provocar sonrojo, cuyo propósito es justificar económica, histórica y moralmente la práctica de la esclavitud —que Ferrer de Couto no reconoce como tal, sino como «trabajo organizado de los negros»— y se plantea como una base de acuerdo para que ambos bandos en la Guerra de Secesión la preserven sea cual fuere el resultado final de la contienda:
Tratando de facilitar un acomodamiento honroso entre el Norte y el Sur de los Estados Unidos se han pensado y escrito todos los argumentos de este libro.
Ferrer de Couto entiende que la esclavitud de los negros es en realidad «el rescate de aquellos infelices» de sus «atroces» condiciones originales en África y que la "aplicación de sus fuerzas a la agricultura y a la industria es un hecho civilizador y humanitario". No duda en atribuir históricamente a España y Portugal la responsabilidad del tráfico de esclavos a gran escala. Estima que este flujo permitió "arrancarlos de los altares del Demonio y trasplantarlos a tierras cultas donde al fin alcanzaban el conocimiento de Dios y de la vida social, por los caminos de la religión y el trabajo". Para reforzar este argumento, el periodista Ferrer de Couto, gran conocedor de África, hace en su extenso libro unas detalladas descripciones de la brutalidad que impera en las naciones del África occidental desde que la influencia española y portuguesa fue desplazada por los "filántropos" ingleses y franceses, que dejan en un cuento de hadas las atrocidades registradas en El corazón de las tinieblas de Joseph Conrad, ambientado en el Congo.
José Ferrer de Couto fue además miembro de la Sociedad Económica de Madrid y de la Sociedad Geográfica de México, caballero de la orden al mérito militar, caballero del hábito de Santiago, caballero de la orden militar de San Fernando, oficial de la orden militar imperial de Guadalupe, miembro honorario del Casino Español de La Habana.
José Ferrer de Couto está enterrado en Nueva York, como fue su deseo. La página web de Marble cemetery, necrópolis donde fue originalmente enterrado, indica que sus restos fueron trasladados a Madrid